# Завод 410 цивільної авіації
ДП «Завод 410 цивільної авіації» — державне підприємство авіаційної промисловості України, розташоване в Києві. Підприємство здійснює діагностику, ремонт, технічне обслуговування, переобладнання та модернізацію літаків і вертольотів.
Входить до переліку підприємств, що мають стратегічне значення для економіки і безпеки України.
Для посадки та зльоту літаків використовує злітно-посадкову інфраструктуру Міжнародного аеропорту «Київ».

## Історія

### 1948—1991
1 липня 1948 року наказом № 182 начальника Головного управління ЦПФ СРСР було затверджено рішення про організацію філії авіаремонтної бази № 409 ЦПФ в місті Києві на площах складу управління ЦПФ (цивільного повітряного флоту) в аеропорту Жуляни.
6 листопада 1948 року філіал був перетворений у самостійне підприємство, якому було присвоєно найменування «Авіаційна ремонтна база № 410 ЦПФ» («Авиационная ремонтная база № 410 ГВФ»).
У 1972 році завод освоїв ремонт допоміжної силової установки АІ-9 для пасажирського літака Як-40.
У листопаді 1988 року заводом було освоєно капітальний ремонт авіадвигуна Д-36.

### 1991—2013 року
У лютому 1991 року на базі головного управління міністерства авіаційної промисловості СРСР була створена асоціація «Союз авіаційного двигунобудування» (АССАД), до складу якої увійшли підприємства авіаремонту і двигунобудування СРСР (в тому числі, 410-й авіаремонтний завод).
Після проголошення незалежності України, 410-й авіаційний ремонтний завод був перейменований в 410-й завод цивільної авіації.
У травні 1999 року на базі авіазагону заводу була створена державна авіакомпанія «ARP-410 Airlines», в 2005 році вона забезпечувала 1 % пасажирських перевезень України і в 2007 році припинила діяльність.
12 липня 2001 року уряд України прийняв закон про державну підтримку підприємств авіабудівної галузі України, до переліку підприємств був включений 410-й завод.
У січні 2004 року СКБ «Еркар» 410-го заводу цивільної авіації представило демонстраційний зразок БПЛА «Арктур» (в подальшому, за результатами випробувань, в конструкцію були внесені поліпшення, апарат отримав назву «Моноліт», але на озброєння прийнятий не був і серійно не випускався).
У вересні 2004 року завод отримав статус спецекспортера.
У липні 2005 року Кабінет міністрів України прийняв постанову про створення на базі держкорпорації «Антонов» національної вертикально інтегрованого науково-виробничого об'єднання «Антонов», до складу якого були включені АНТК ім. Антонова, Київський авіазавод «Авіант», Харківське державне авіаційне виробниче підприємство, київський 410-й завод цивільної авіації та ВАТ «Український науково-дослідний інститут авіаційних технологій».
У 2005 році завод провів відновлення і реставрацію двох літаків для музейної експозиції (одного АНТ-7 і одного Іл-14).
У лютому 2007 року завод передав один літак Ан-26 авіації військово-морських сил України.
14 березня 2007 року Кабінет міністрів України прийняв постанову № 428, згідно з яким був створений державний концерн «Авіація України» (Державний концерн «Авіація України»), до складу якого було включено 410-й завод цивільної авіації (пізніше, 30 жовтня 2008 року концерн був перейменований в державний авіабудівний концерн «Антонов»).
Станом на 2008 рік, підприємство здійснювало:
- фарбування вертольотів і літаків поліуретановою фарбою;
- ремонт і техобслуговування літаків Ан-2, Ан-24, Ан-26, Ан-30, Ан-32, Ан-72, Ан-74, Як-18Т та Як-52;
- ремонт і техобслуговування вертольотів Мі-2 і Ка-26;
- ремонт авіадвигунів Д-36, РУ-19-300, АІ-25 і АІ-9;
- переобладнання літаків Ан-26 і Ан-30 в пасажирські, салонні та інші спеціалізовані варіанти;
- випуск медичного обладнання для автомашин «швидкої допомоги»;
- випуск пристроїв електрохімічного захисту підземних комунікацій

Економічна криза у 2008 році та вступ України до СОТ ускладнили становище заводу. Для забезпечення виконання робіт за експортними контрактами 22 квітня 2009 року уряд України виділив заводу 10 млн гривень за рахунок коштів Стабілізаційного фонду України.
15 червня 2009 року між міністерством оборони Індії та українською державною компанією «Спецтехноекспорт» був укладений контракт на капітальний ремонт і модернізацію 40 індійських літаків Ан-32 на 410-му заводі цивільної авіації. Для виконання робіт з підготовки заводу до виконання контракту з Індією, в 2009 році завод отримав з державного стабілізаційного фонду України 10 млн. гривень. Модернізовані літаки отримали назву АН-32RE.
- 18 травня 2010 року завод передав індійській стороні перші 5 модернізованих Ан-32RE[18]
- у вересні 2011 року завод передав індійській стороні другу партію з п'яти модернізованих Ан-32[19]
- 12 березня 2012 року завод передав індійській стороні третю партію з п'яти модернізованих Ан-32[20][21]
- 4 жовтня 2012 року завод передав індійській стороні четверту партію з п'яти модернізованих Ан-32[22]
- 18 лютого 2013 року завод передав індійській стороні п'яту партію з п'яти модернізованих Ан-32
- до кінця 2013 року завод передав індійській стороні ще 5 літаків Ан-32, однак після початку в кінці 2013 року політичної кризи на Україні терміни виконання контракту були зірвані українською стороною[23]
- 29 березня 2014 завод передав індійській стороні сьому партію з п'яти модернізованих Ан-32[24]
- восьма партія з п'яти індійських Ан-32 була передана індійській стороні 19 листопада 2015[17].

9 червня 2010 року Кабінет міністрів України прийняв постанову № 405, згідно з яким завод увійшов до переліку підприємств авіапромисловості України, які отримують державну підтримку.
Влітку 2013 року на заводі було відкрито новий цех-ангар, призначений для змивання лакофарбових покриттів з літаків, що надійшли на підприємство для ремонту.

### 2014—2019 роки
Навесні 2014 року уряд України заборонив військове-технічне співробітництво з Росією (включаючи постачання продукції подвійного призначення), що мало негативний вплив на завод: крім розриву коопераційних зв'язків, завод втратив можливість виконувати замовлення російських клієнтів (оскільки будь-який літак, навіть цивільний, є товаром подвійного призначення).
27 листопада 2014 міністерство оборони України доручило заводу провести капітальний ремонт літака Ан-30.
У січні 2015 року уряд України подав на розгляд законопроєкт про можливості приватизації 1250 державних підприємств (серед яких — 410-й завод цивільної авіації).
На початку лютого 2015 року Кабінет міністрів України схвалив включення заводу до переліку об'єктів права державної власності, які можуть передаватися в концесію
15 червня 2015 року у відповідності з постановою Кабінету міністрів України завод був включений до складу державного концерну «Укроборонпром».
17 липня 2015 року завод був визнаний відповідним стандартам НАТО.
Надалі, завод модернізував один літак Ан-26 до рівня Ан-26М (МСБ), замінивши штатні турбогвинтові двигуни АІ-24ВТ на нові двигуни ТВ3-117ВМА-СБМ1 українського виробництва. Крім того, повідомляється, що в липні 2015 року завод почав модернізацію вертольота Мі-8 до рівня Мі-8МСБ
25 серпня 2015 завод завершив відновлення і передав в/ч А2215 ВПС України літак Ан-30Б (бортовий номер 86), що отримав власне ім'я «Герой України Костянтин Могилко».
19 листопада 2015 завод уклав контракт на переобладнання трьох Ан-74 для ВПС Єгипту у відповідності з вимогами замовника.
20 листопада 2015 завод отримав сертифікат на виконання модернізації вертольота Мі-8Т до рівня Мі-8МСБ.
У 2016 році завод відремонтував для державних силових структур України шість Ан-26, у тому числі:
- 29 квітня 2016 — Ан-26 ДСНС України, що пройшов капітальний ремонт і переобладнаний в санітарно-медичний літак[37]
- 29 жовтня 2016 — Ан-26 збройних сил України, що пройшов капітальний ремонт[38]
- 27 грудня 2016 — Ан-26 збройних сил України, що пройшов капітальний ремонт[39]

У травні 2016 завод отримав сертифікат відповідності НАТО AQAP 2120 на модернізацію літаків Ан-26 за стандартами НАТО.
30 липня 2016 року для проходження технічного обслуговування на завод прибув літак Ан-74ТК-300 ДАП «Україна».
29 серпня 2016 року для проходження технічного обслуговування на завод прибув літак Ан-72-100D збройних сил Судану (він був відремонтований і переданий Судану 3 лютого 2017 року)
30 грудня 2016 року завод передав другий відремонтований літак Ан-72 і відремонтований Ан-26 Сил повітряної оборони Казахстану
14 лютого 2017 року завод взяв участь у виставці «Aero India — 2017»
2 березня 2017 року на завод прибув літак Ан-26Ш збройних сил України для проведення капітального ремонту
16 березня 2017 року завод прийняв літак Ан-32 Міністерства оборони Народної Республіки Бангладеш для проведення капітального ремонту
30 березня 2017 року передав Казахстану два відремонтованих Ан-26 Міністерства оборони Республіки Казахстан
3 травня 2017 року на завод для капітального ремонту прибув літак Ан-74-200 уряду Судану.

### З 2019 року
У лютого 2019 року завод почав надавати послуги з ремонту та технічного обслуговування літаків Boeing. Першими такими літаками стали 2 авіасудна Boeing 737—500, на яких виконувались роботи з технічного обслуговування та фарбування. У планах обслуговувати 5 літаків Boeing-737 на рік та збільшити обсяг робіт до 2024 року до 40 літаків на рік.
На початку січня 2020 року за результатами відкритого конкурсу генеральним директором призначений Олексій Попов. Попов закінчив Харківський авіаційний інститут за спеціальністю «Авіаційні двигуни і енергетичні установки» та отримав управлінську освіту у сфері авіації у Франції (Aerospace Master of Business Administration, Тулуза та «аудитор системи менеджменту якості в аерокосмічній галузі», Париж). Також Попов навчався в канадському університеті McGill, який входить в ТОП-100 найкращих ВИШів світу. Олексій Попов працював на різних посадах у вітчизняному підприємстві, що займається виробництвом та розробкою систем керування повітряних і космічних суден.
18 січня 2020 року головний редактор Цензор.нет Юрій Бутусов оприлюднив фотографію Олексія Попова зроблену на авіаційній виставці МАКС-2015 у серпні 2015 року під Москвою. Олексій Попов тоді купив собі костюм російського пілота. Він стоїть поруч із батьком — Віктором Поповим, власником ПАТ «ФЕД» — приватного клону заводу ФЕД у Харкові. За словами Бутусова новий очільник державного підприємства не пройшов перевірку Служби безпеки України.
15 січня 2020 року наказом генерального директора «Укроборонпрому» Айвараса Абромавичуса Олексія Попова було звільнено з посади гендиректора заводу. Виконувачем обов'язків було призначено першого заступника Володимира Олексійовича Хомко.
У короткому повідомлення на сайті концерну йшлося, що рішення про звільнення прийнято «на підставі заяви Олексія Попова за взаємною згодою обох сторін. Виконуючим обов'язки генерального директора підприємства призначено першого заступника Хомка В. О.» Але в мережі також з'явилося фото начебто листа Олексія Попова щодо відкликання його заяви на звільнення, яка складена без його «волевиявлення та під тиском», де також зазначається що він із 15 січня перебуває на лікарняному.
15 липня 2020 року стало відомо, що ДП «ЗАВОД 410 ЦА» отримав Сертифікат NATO на право виконання базового та лінійного технічного обслуговування (ТО) літаків Ан-26 (в тому числі капітального ремонту), допоміжних силових установок (ДСУ) РУ19А-300 та повітряних гвинтів АВ-72. Сертифікат виданий Державним авіаційним департаментом Міністерства оборони Угорщини, повідомляє пресслужба державного підприємства. Термін дії сертифікату до 11 червня 2025 року.